# Wicker Street Green
Wicker Street Green är en by (hamlet) i Kersey, Babergh, Suffolk, England. Den har 7 kulturmärkta byggnader, inklusive Curtis Farmhouse, Elm Farmhouse, Hollies Cottage, Lodge Farmhouse, Red House Farmhouse, Wicker Street Cottage och Wicker Street House.